# キュー・ゲームス
有限会社キュー・ゲームス（英: Q-Games,Ltd.）は、日本に所在するコンピュータゲーム制作会社。

## 概要
元アルゴノートゲームス社員であり、『スターフォックス』および『スターフォックス2』、『X』、『ピポサル2001』などのプログラマだったディラン・カスバートらによって設立。
ディランは、アルゴノートと任天堂との契約により、17歳から任天堂で働くことになった。その経緯から、キュー・ゲームスは任天堂およびソニー・インタラクティブエンタテインメントのゲームやシステム開発（PlayStation 3の起動画面のグラフィック等）に携わっている。

## 開発作品

### 任天堂
- bit Generations DIGIDRIVE（ゲームボーイアドバンス）
  -  Art Style DIGIDRIVE（ニンテンドーDSiウェア）
- スターフォックス コマンド（ニンテンドーDS）
- リフレクト ミサイル（フランス語版）（ニンテンドーDSiウェア）
- スターシップディフェンダー（英語版）（ニンテンドーDSiウェア）
- X-RETURNS（ニンテンドーDSiウェア）
- スターフォックス64 3D（ニンテンドー3DS）

### ソニー・インタラクティブエンタテインメント
- PixelJunkシリーズ（PlayStation 3・PlayStation Portable・PlayStation 4・PlayStation Vita・Microsoft Windows）
- The Tomorrow Children（PlayStation 4）